# Kaonde (sprog)
Kaonde er et bantusprog, der tales i Zambia.
| Sprog | Spire Denne artikel om sprog er en spire som bør udbygges. Du er velkommen til at hjælpe Wikipedia ved at udvide den. |